# Nowe Przewodowo
Nowe Przewodowo – wieś w Polsce, położona w województwie mazowieckim, w powiecie pułtuskim, w gminie Gzy. Ma status sołectwa.
Wieś posiada 20 numerów domów mieszkalnych.
1975-1998 – miejscowość administracyjnie należała do województwa ciechanowskiego.